# رد الحكومة الإسرائيلية على هجوم حماس على إسرائيل في 7 أكتوبر

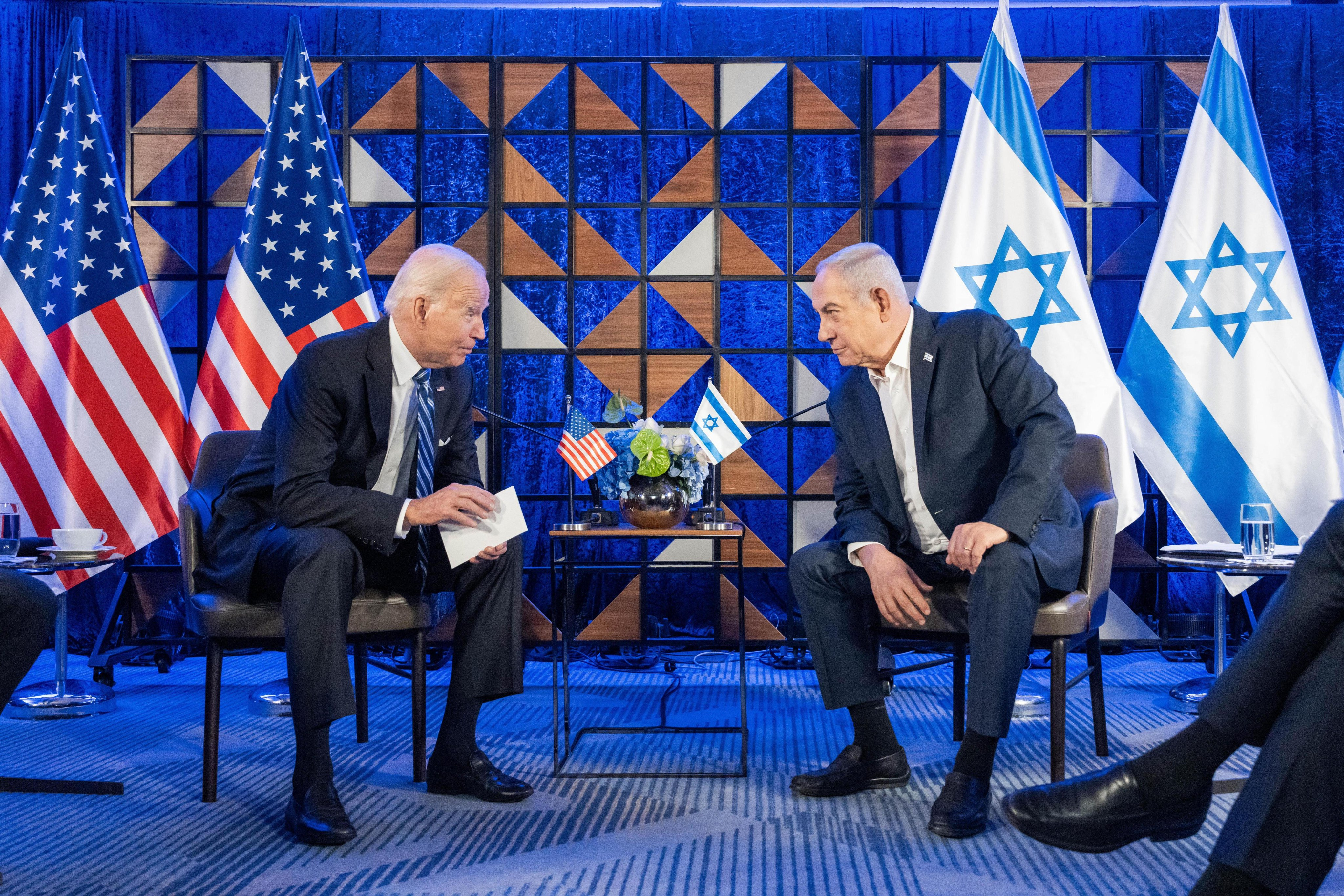
الرئيس جو بايدن مع رئيس الوزراء بنيامين نتنياهو.

إن رد الحكومة الإسرائيلية على الهجوم الذي قادته حماس على إسرائيل في السابع من أكتوبر/تشرين الأول يتكون من جوانب متعددة، بما في ذلك الرد العسكري الذي أدى إلى الغزو الإسرائيلي لقطاع غزة. في أكتوبر/تشرين الأول، وافقت الكنيست على تشكيل حكومة حرب في إسرائيل، مضيفة وزراء الوحدة الوطنية وتعديل الحكومة؛ وقام بنيامين نتنياهو وبيني غانتس بتجميد التشريعات غير الحربية، وإنشاء حكومة حرب بسلطة عسكرية.
وقد أدى القصف واسع النطاق الذي شنته قوات الاحتلال الإسرائيلية على غزة وغزوها إلى أزمة إنسانية واعتقالات جماعية ومجاعة. وتعرضت استجابة إسرائيل لانتقادات باعتبارها أدت إلى ارتكاب جرائم حرب، كما اتهمتها جنوب إفريقيا بالإبادة الجماعية في محكمة العدل الدولية. وتسببت توسعات المستوطنات وتصريحات المسؤولين المثيرة للجدل في تفاقم الاضطرابات، مما أدى إلى اندلاع احتجاجات في إسرائيل. وأثار قانون الكنيست الذي يجرم استهلاك «المواد الإرهابية» انتقادات واسعة. وأثار رد الحكومة الإسرائيلية احتجاجات دولية واعتقالات ومضايقات.

## الخلفية
واجهت الحكومة الإسرائيلية انتقادات بعد أن تم الكشف عن أن وكالات الاستخبارات كانت على علم بخطة هجومية منذ أكثر من عام. ووصف يائير لابيد، وهو سياسي إسرائيلي من تيار الوسط، فشل الحكومة وأجهزة الاستخبارات في منع الهجوم بأنه «فشل لا يغتفر». وألقى نتنياهو باللوم على رؤساء أجهزة الاستخبارات الإسرائيلية.
وقالت مصر إنها حذرت إسرائيل قبل أيام من الهجوم من أن «انفجار الوضع قادم، وقريبا جدا، وسيكون كبيرا». وقد أنكرت إسرائيل تلقي مثل هذا التحذير، ولكن البيان المصري أكده مايكل ماكول ‏، رئيس لجنة العلاقات الخارجية في مجلس النواب الأمريكي ‏، والذي قال إن التحذيرات صدرت قبل ثلاثة أيام من الهجوم.
صرح مسؤولون في الاستخبارات الإسرائيلية في البداية بأنهم لم يتلقوا أي تحذيرات أو مؤشرات بشأن الهجوم الذي شنته حماس في السابع من أكتوبر/تشرين الأول، على الرغم من ممارسة إسرائيل لمراقبة مكثفة على غزة. علاوة على ذلك، حذرت الولايات المتحدة الحكومة الإسرائيلية من احتمال وقوع هجوم مفاجئ من قبل حماس قبل أيام قليلة من الحادث. في يوليو/تموز 2023، نبه أحد أعضاء وحدة الاستخبارات الإشارية الإسرائيلية رؤساءه إلى أن حماس تجري استعدادات للهجوم، قائلاً: «أنا أنفي تمامًا أن السيناريو خيالي». لقد تجاهل العقيد الإسرائيلي مخاوفها. وبحسب صحيفة فاينانشال تايمز، تم تجاهل التنبيهات الصادرة عن وحدة الإشارات لأنها جاءت من جنود من رتب أدنى، وهو ما يتناقض مع الاعتقاد بأن حماس كانت محاصرة من خلال الحصار الإسرائيلي لقطاع غزة، والقصف، والتهدئ عبر المساعدات، والاعتقاد بأن حماس كانت تسعى إلى تجنب الحرب الشاملة.

## 7 أكتوبر
وواجه الجيش الإسرائيلي انتقادات بسبب تعامله مع الهجوم الأولي الذي وقع في السابع من أكتوبر/تشرين الأول. وبحسب الصحفي جوش برينر من صحيفة هآرتس، قال مصدر في الشرطة إن تحقيقات الشرطة أشارت إلى أن مروحية تابعة لجيش الاحتلال الإسرائيلي أطلقت النار على مسلحي حماس "أصابت أيضًا على ما يبدو بعض المشاركين في المهرجان" في مهرجان ريم الموسيقي. ونفت الشرطة الإسرائيلية ما ورد في تقرير صحيفة هآرتس وقالت إنها لم تجد أي دليل على وقوع أضرار مدنية نتيجة للأنشطة الجوية في ذلك الموقع.
ووصف تحليل لصحيفة نيويورك تايمز الرد العسكري الإسرائيلي في السابع من أكتوبر بأنه "سيئ التنظيم"، حيث كان الجنود يعملون دون خطة استجابة أو تدريب و"يرتقون الأمر أثناء سيره". في 31 ديسمبر/كانون الأول، صرح إيلي كوهين لصحيفة معاريف بأن الحكومة الإسرائيلية تتحمل المسؤولية عن هجوم 7 أكتوبر/تشرين الأول، وأن هناك حاجة إلى لجنة تحقيق لمحاسبة المسؤولين عن هذا الهجوم. وطالبت هيئة تحرير صحيفة هآرتس بإجراء تحقيق في التقارير التي تحدثت عن إطلاق دبابة إسرائيلية النار على بئيري في السابع من أكتوبر/تشرين الأول. وذكرت صحيفة يديعوت أحرونوت أن الجنود تلقوا أوامر بمنع المسلحين من العودة إلى غزة "بأي ثمن"، على الرغم من المخاوف من أن العديد منهم كانوا يحتجزون رهائن إسرائيليين أثناء فرارهم.
ردًا على التقارير التي تفيد بأن الجنود الإسرائيليين تلقوا تعليمات باتباع توجيه هانيبال، وهي سياسة جيش الاحتلال الإسرائيلي لقتل الجنود الإسرائيليين قبل السماح بأخذهم رهائن، دعا آسا كاشير ‏، مؤلف مدونة قواعد السلوك في جيش الاحتلال الإسرائيلي ‏، إلى إجراء تحقيق، قائلاً "لا يوجد شيء على الإطلاق يسمح لشخص ما بقتل مواطن إسرائيلي، سواء كان يرتدي الزي العسكري أم لا". في 6 فبراير 2024، أعلن الجيش الإسرائيلي أنه سيفتح تحقيقًا فيما إذا كان مدنيون إسرائيليون قد قُتلوا على يد الجيش الإسرائيلي في 7 أكتوبر.
كشف تحقيق أجرته صحيفة هآرتس في يوليو 2024 أن جيش الاحتلال الإسرائيلي أمر باستخدام توجيه هانيبال، مضيفًا: "لا تعرف هآرتس ما إذا كان المدنيون والجنود قد أصيبوا بسبب هذه الإجراءات أو عددهم، لكن البيانات التراكمية تشير إلى أن العديد من المختطفين كانوا معرضين للخطر، وعرضة لإطلاق النار الإسرائيلي، حتى لو لم يكونوا الهدف". تم اتخاذ أحد هذه القرارات في الساعة 7:18 صباحًا، عندما أبلغ أحد مواقع المراقبة عن اختطاف شخص عند معبر إيريز، بالقرب من مكتب الاتصال التابع لجيش الاحتلال الإسرائيلي. "هانيبال في إيرز" جاء الأمر من مقر الفرقة، "أرسلوا زيك". زيك هي طائرة هجومية بدون طيار، وكان معنى هذا الأمر واضحًا، وفقًا لما ذكرته صحيفة هآرتس.
صرح مصدر في القيادة الجنوبية لجيش الاحتلال الإسرائيلي لصحيفة هآرتس: "كان الجميع يعلم حينها أن مثل هذه المركبات قد تحمل مدنيين أو جنودًا مختطفين... لم تُسجل أي حالة هوجمت فيها مركبة تقل مختطفين عمدًا، ولكن لم يكن من الممكن معرفة ما إذا كان هناك أي أشخاص من هذا القبيل في المركبة. لا أستطيع القول إن هناك تعليمات واضحة، ولكن الجميع كان يعلم معنى منع أي مركبة من العودة إلى غزة." وذكر المصدر نفسه أنه في الساعة الثانية ظهرًا، صدرت تعليمات جديدة "كان الهدف منها تحويل المنطقة المحيطة بالسياج الحدودي إلى منطقة قتل، وإغلاقها غربًا."
وذكرت صحيفة هآرتس أيضا أن الاستخبارات العسكرية تعتقد في الساعة 6:40 مساء أن المسلحين يعتزمون الفرار إلى غزة بطريقة منظمة من مناطق قريبة من كيبوتس بئيري وكفار عزة وكيسوفيم. وردا على ذلك، أطلق الجيش نيران المدفعية على منطقة السياج الحدودي، على مقربة شديدة من بعض هذه التجمعات. كما تم إطلاق قذائف على معبر إيرز الحدودي بعد وقت قصير من ذلك. وتقول قوات الاحتلال الإسرائيلية إنها لا تعلم بإصابة أي مدنيين في هذه القصف.
وتشير صحيفة هآرتس إلى حالة واحدة من المعروف أن مدنيين أصيبوا فيها، والتي وقعت في منزل بيسى كوهين في كيبوتس بئيري. وكان في المنزل 14 رهينة عندما هاجمته قوات الاحتلال الإسرائيلية، حيث قتل 13 منهم.
كما تناول تقرير صادر في سبتمبر/أيلول 2024 عن شبكة إيه بي سي نيوز (أستراليا) استخدام توجيه هانيبال في الاستجابة الإسرائيلية الأولية. ينقل التقرير عن الضابط الإسرائيلي السابق، العقيد نوف إيرز، قوله: "كان هذا هجومًا جماعيًا. كانت هناك فتحات كثيرة في السياج، وآلاف الأشخاص في مختلف أنواع المركبات، بعضهم مع رهائن وبعضهم بدونهم". وتضيف قناة إيه بي سي نيوز أن الجنود لم يكونوا وحدهم المستهدفين، بل أيضًا المدنيون الإسرائيليون، مستشهدةً بشهادات من حادثتين في كيبوتس بئيري ونير عوز.
بعد ستة أشهر، أصدر الجيش الإسرائيلي مراجعةً برّأ فيها نفسه، لكن قناة إيه بي سي نيوز أشارت إلى أنها تركت الكثيرين في كيبوتس بئيري غير راضين، مما يتناقض مع شهادة إحدى الناجيات، ياسمين بورات، التي صرّحت لإذاعة "كان" الإسرائيلية في 15 أكتوبر/تشرين الأول أن مسلحي حماس لم يهددوا الرهائن، بل كانوا يعتزمون التفاوض مع الشرطة لإعادتهم سالمين إلى غزة. وقالت إن وحدة خاصة من الشرطة الإسرائيلية بدأت الاشتباك بإطلاق النار على المنزل، ما أسفر عن إصابة "خمسة أو ستة" من سكان الكيبوتس في الخارج في "تبادل إطلاق نار كثيف للغاية". وفي المقابلة، سُئلت: "إذن، ربما أطلقت قواتنا النار عليهم؟" فأجابت: "بلا شك".

### الخط الزمني
- 06:30: تم تفعيل صفارات الإنذار الجوية في جنوب ووسط إسرائيل ردًا على صواريخ حماس.[23]
- 07:40: أكدت قوات الاحتلال الإسرائيلية دخول مسلحين من حماس إلى جنوب إسرائيل وطلبت من سكان سديروت والمدن الأخرى البقاء في منازلهم.[24]
- 08:15: انطلقت صفارات الإنذار في مدينة القدس، بعد سقوط وابل من الصواريخ على الطرف الغربي للمدينة.
- 08:23: أعلنت إسرائيل حالة التأهب للحرب، واستدعت قوات الاحتياط، ردا على استمرار إطلاق الصواريخ.
- 08:34: أعلنت إسرائيل أنها بدأت عمليات هجومية مضادة ضد حماس.
- 10:47: بدأ سلاح الجو الإسرائيلي بمهاجمة غزة.
- 11:35: أدلى رئيس الوزراء بنيامين نتنياهو بأول تصريح له، معلناً أن إسرائيل في حالة حرب.[25]
- 12:21: بدأ جيش الاحتلال الاسرائيلي عملياته لتطهير مدن جنوب إسرائيل في ظل ارتفاع عدد الصواريخ التي أطلقت من غزة إلى أكثر من 1200 صاروخ.
- 18:00: أعلنت الحكومة الأمنية الإسرائيلية في 8 أكتوبر/تشرين الأول أن حالة الحرب بدأت رسميا في هذا الوقت.[26]

## مجلس الحرب

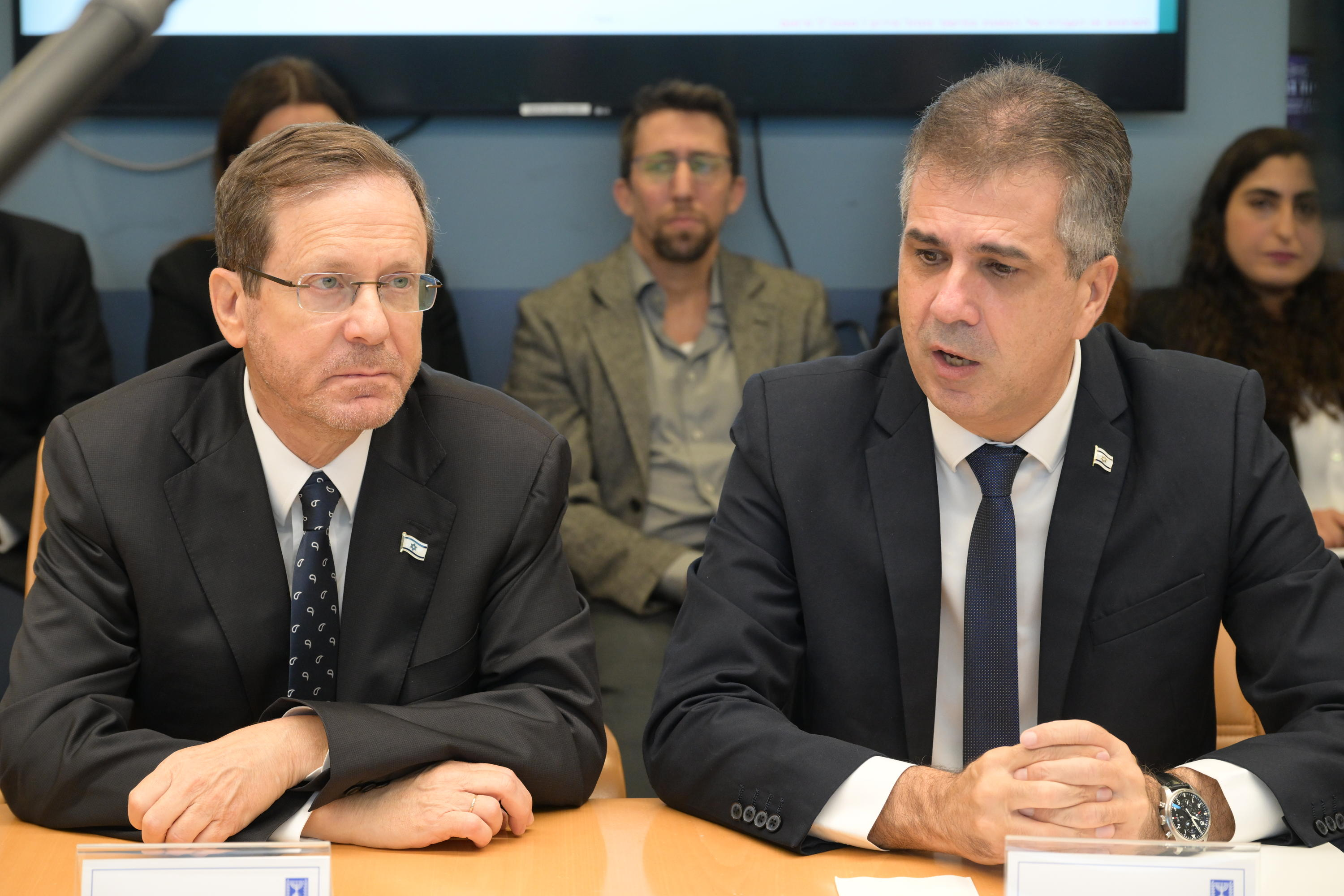
إسحاق هيرتزوج مع إيلي كوهين.

تمت الموافقة على تشكيل حكومة الحرب من قبل الكنيست في 12 أكتوبر. تم تعديل تشكيل الحكومة السابقة: صوت أعضاء الكنيست، 66-4، للموافقة على إضافة خمسة وزراء من الوحدة الوطنية (غانتس، غادي آيزنكوت، جدعون ساعر، هيلي تروبر، ويفات شاشا بيتون) إلى الحكومة كوزراء بدون حقيبة، وصوتوا بالإجماع على إزالة حقيبة الصحة من وزير الداخلية موشيه أربيل ورفع أورييل بوسو ‏ من حزب شاس إلى منصب وزير الصحة.
وكجزء من الاتفاق، اتفق نتنياهو وغانتس أيضًا على تجميد جميع التشريعات الجديدة غير المتعلقة بالحرب وغير الطارئة، بما في ذلك قانون الإصلاح القضائي المثير للجدل للغاية، واتفقا على أن يجتمع مجلس الحرب مرة واحدة على الأقل كل 48 ساعة. تتمتع حكومة الحرب بالسلطة "لتحديث الأهداف العسكرية والإستراتيجية للصراع حسب الضرورة"، ولكن قراراتها تخضع لموافقة مجلس الأمن الإسرائيلي.
وفي 16 أكتوبر/تشرين الأول، أعلن حزب الليكود بزعامة نتنياهو أن حزب إسرائيل بيتنا بزعامة أفيغدور ليبرمان وافق على الانضمام إلى حكومة الطوارئ. لكن في وقت لاحق من اليوم نفسه، نفى ليبرمان التوصل إلى اتفاق مع الحكومة، قائلا إن العرض بالانضمام إلى مجلس الوزراء الأمني لم يكن كافيا. وقال ليبرمان إنه يريد الحصول على مقعد في مجلس الحرب الأصغر بدلا من ذلك. وقال إن حزبه "سيستمر في دعم إجراءات الحكومة التي تهدف إلى القضاء على حماس وزعماء حماس"، لكنه "ليس لديه أي نية في أن يكون الوزير رقم 38 في الحكومة وأن يُستخدم كغطاء".
وفي يناير/كانون الثاني 2024، تضمنت ميزانية مجلس الحرب زيادات في الإنفاق العسكري من خلال خفض التمويل المخصص في البداية لتنمية المجتمعات الفلسطينية.

## الرد العسكري

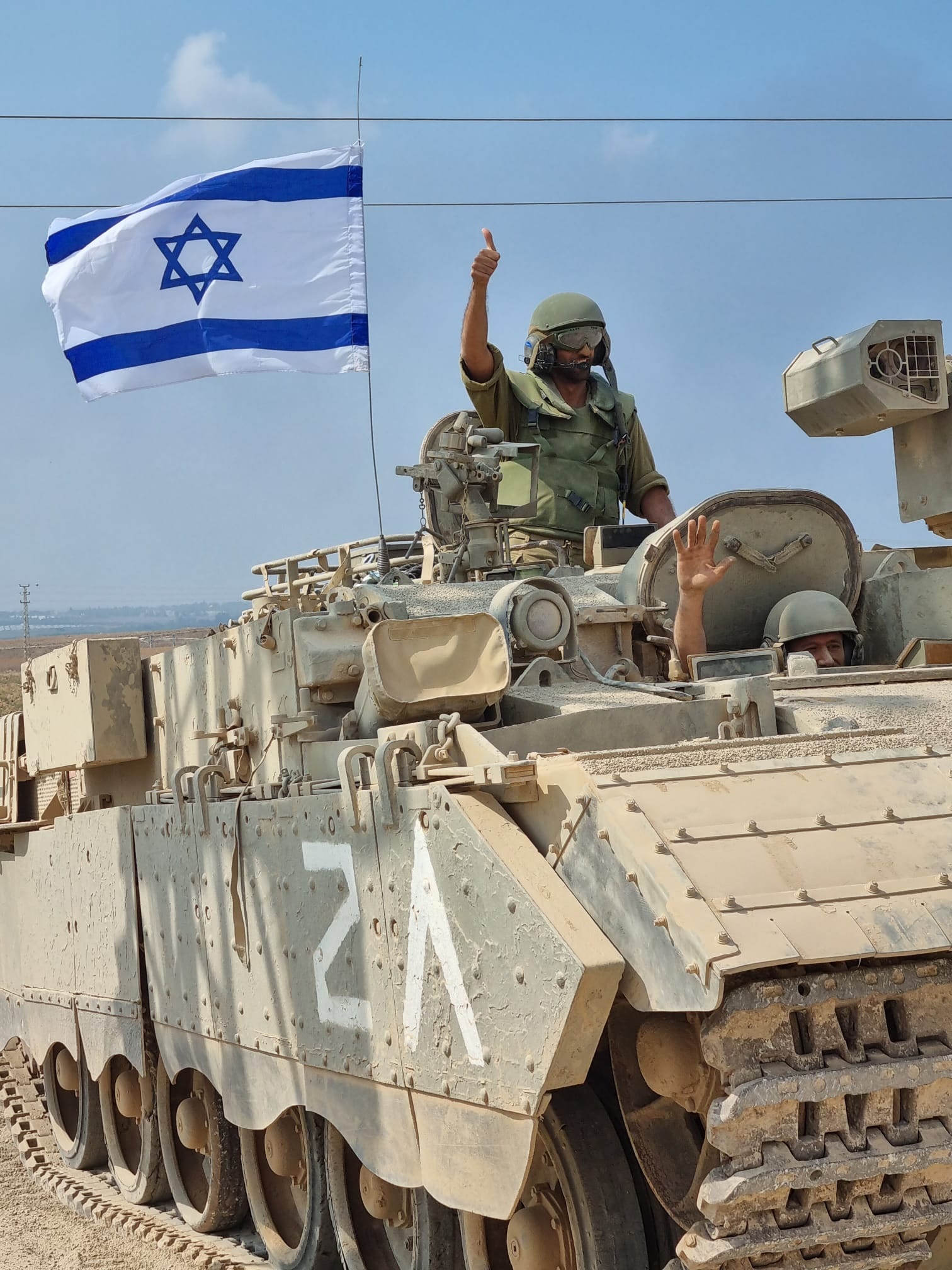
قوات جيش الاحتلال الإسرائيلي قبل دخولها القتال في قطاع غزة

في مساء يوم 27 أكتوبر 2023، شنت قوات الاحتلال الإسرائيلية غزوًا واسع النطاق داخل قطاع غزة، كجزء من حرب غزة، بهدف معلن وهو تدمير حماس والإطاحة بحكم المنظمة لقطاع غزة. في بداية الحرب، فرضت إسرائيل حصارًا كاملاً على قطاع غزة، مما أدى إلى نقص كبير في الوقود والغذاء والأدوية والمياه والإمدادات الطبية الأساسية. أدى هذا الحصار إلى انخفاض في توفر الكهرباء بنسبة 90%، مما أثر على إمدادات الطاقة في المستشفيات ومحطات الصرف الصحي وإغلاق محطات تحلية المياه التي توفر مياه الشرب. انتشرت الأوبئة على نطاق واسع في جميع أنحاء غزة. وقد تسبب القصف الجوي الإسرائيلي المكثف في أضرار كارثية للبنية التحتية في غزة، مما أدى إلى تعميق الأزمة الإنسانية.

### جرائم الحرب
وُجّت إلى الحكومة الإسرائيلية العديد من الاتهامات بارتكاب جرائم حرب بسبب أعمالها العسكرية ضد المدنيين. وقد صدرت هذه الاتهامات عن منظمة هيومن رايتس ووتش، ومنظمة العفو الدولية، ومنظمة بتسيلم، وجماعات حقوق الإنسان والخبراء، بما في ذلك مقرري الأمم المتحدة.

#### الإبادة الجماعية
اتُهمت إسرائيل بارتكاب جريمة إبادة جماعية ضد الفلسطينيين في قطاع غزة. قدمت جنوب أفريقيا شكوى إلى محكمة العدل الدولية ضد حكومة إسرائيل، زاعمة أنها ارتكبت أعمال إبادة جماعية في حملتها على غزة. وردًا على ذلك، أصدرت حكومة إسرائيل تعليماتها لسفاراتها بالضغط على الدبلوماسيين والسياسيين في جميع أنحاء العالم لإصدار بيانات ضد قضية جنوب أفريقيا.

### الضفة الغربية
وفي أعقاب هجوم السابع من أكتوبر/تشرين الأول، كثفت إسرائيل عملياتها العسكرية في الضفة الغربية. وشملت هذه الهجمات مداهمات في جنين واعتداءات على المستشفيات والمسعفين والطواقم الطبية. وفي بيان له، قال ممثل منظمة أطباء بلا حدود: "منذ أكتوبر/تشرين الأول، شهدنا إطلاق النار وقتل صبي يبلغ من العمر 14 عامًا في مجمع المستشفى، وإطلاق الجنود للذخيرة الحية والغاز المسيل للدموع على المستشفى عدة مرات، وإجبار المسعفين على خلع ملابسهم والركوع في الشارع".

### التهجير
وفي أعقاب هجوم السابع من أكتوبر/تشرين الأول مباشرة، اقترحت وثيقة صادرة عن وزارة الاستخبارات، وهي وكالة أبحاث حكومية إسرائيلية، التهجير القسري لسكان غزة إلى صحراء سيناء في مصر المجاورة. وقد صرحت الوكالات والخبراء، بما في ذلك حكومة مصر والمقرر الخاص للأمم المتحدة المعني بالنازحين داخلياً، بأنهم يعتقدون أن نية إسرائيل هي طرد سكان غزة إلى مصر. في 23 ديسمبر/كانون الأول، كتب عضو الكنيست داني دانون على أحد مواقع التواصل الاجتماعي أنه بادر إلى تنفيذ خطة للهجرة الطوعية للفلسطينيين من غزة. وفي اجتماع عقده في 25 ديسمبر/كانون الأول مع أعضاء حزب الليكود، ورد أن رئيس الوزراء نتنياهو قال إنه مستعد لدعم "الهجرة الطوعية" للمدنيين من غزة.
صرح وزير المالية بتسلئيل سموتريتش بأن إسرائيل يجب أن "تشجع الهجرة" من غزة. في الثاني من يناير/كانون الثاني، صرح وزير الأمن القومي إيتامار بن جفير قائلاً: "سنفعل ما هو الأفضل لدولة إسرائيل: هجرة مئات الآلاف من غزة". في السابع من يناير، صرح بن جفير بأن الهجرة هي "أمر الساعة". وفي 18 يناير/كانون الثاني، صرح بن جفير قائلاً: "يجب تشجيع الهجرة الطوعية لسكان غزة".

### احتلال غزة
وتباينت المؤشرات على وجود خطط لدى الحكومة الإسرائيلية للاحتلال العسكري لقطاع غزة في أعقاب الهجوم. في الخامس من ديسمبر/كانون الأول، اقترح رئيس الوزراء بنيامين نتنياهو خططاً للاحتلال العسكري المباشر لقطاع غزة. في 15 ديسمبر، اقترح عميحاي إلياهو احتلالًا عسكريًا كاملاً وإعادة إنشاء المستوطنات. أثناء الصراع، اقترح العديد من المسؤولين في مجلس الوزراء الإسرائيلي أن تسيطر إسرائيل بشكل دائم على غزة بعد الحرب. في 21 يناير 2024، صرح وزير الشتات عميحاي تشيكلي بأن غزة يجب أن تحتلها إما إسرائيل أو قوة دولية. في 27 يناير، أعلن وزير المالية الإسرائيلي بتسلئيل سموتريتش أن غزة ستوضع تحت إدارة عسكرية.

### وقف إطلاق النار
وفي أعقاب هجوم السابع من أكتوبر/تشرين الأول، أعلن المسؤولون الإسرائيليون مراراً وتكراراً معارضتهم لإنهاء القتال من خلال تسوية تفاوضية. في 21 يناير 2024، صرح رئيس الوزراء نتنياهو بأنه يعارض إنهاء الحرب من خلال اتفاق سياسي لأن ذلك يعني أن "جنودنا سقطوا عبثًا". في 24 يناير 2024، صرح السفير الإسرائيلي لدى الأمم المتحدة جلعاد إردان أن وقف إطلاق النار سيؤدي إلى "محاولة أخرى لمحرقة".

### خطط ما بعد الحرب
في 5 يناير 2024، أصدرت الحكومة الإسرائيلية إطارًا بشأن غزة بعد انتهاء الصراع، حيث ذكرت أن حماس لن تسيطر على القطاع، بل سيديرها "كيان فلسطيني" مع استمرار الوجود العسكري الإسرائيلي. وفي الخطة التي أصدرها وزير الدفاع يوآف غالانت، فإن جيش الاحتلال الإسرائيلي سوف يحتفظ بالسيطرة العسكرية وستوجّه إسرائيل الإدارة المدنية الفلسطينية بينما تشرف الولايات المتحدة ودول أخرى على إعادة الإعمار في قطاع غزة.
في العاشر من يناير، صرّح بنيامين نتنياهو قائلاً: "أريد أن أوضح بعض النقاط بشكل قاطع: ليس لدى إسرائيل أي نية لاحتلال غزة بشكل دائم أو تهجير سكانها المدنيين". وفي الخامس عشر من يناير، صرّح يوآف غالانت بأن غزة "سيحكمها فلسطينيون" بعد الحرب. في 18 يناير/كانون الثاني، صرّح نتنياهو قائلاً: "في أي اتفاق مستقبلي... تحتاج إسرائيل إلى سيطرة أمنية على جميع الأراضي الواقعة غرب نهر الأردن. لذا، فهذا يتناقض مع فكرة الحكم الذاتي [للفلسطينيين]. وماذا في ذلك؟" وفي أعقاب ردود فعل عنيفة من السياسيين الغربيين، كتب نتنياهو أن إسرائيل "لن تتنازل عن السيطرة الأمنية الإسرائيلية الكاملة على كامل المنطقة الواقعة غرب الأردن". وصرح بيني غانتس بأن الحرب قد تستمر "عشر سنوات، أو حتى جيلاً كاملاً". في 30 يناير/كانون الثاني، ورد أن يوآف غالانت صرح بأنه يرغب في أن تعمل إسرائيل بحرية في غزة كما تفعل في الضفة الغربية.
وأظهر تقرير مسرب من مكتب رئيس الوزراء خطة مكونة من ثلاث خطوات لما بعد الحرب في غزة، حيث تتمثل الخطوة الأولى في الحكم العسكري الإسرائيلي، ثم تحالف عربي دولي، وأخيراً إقامة دولة فلسطينية. اقترحت خطة نتنياهو الرسمية لما بعد الحرب احتلالًا عسكريًا كاملاً لقطاع غزة وتفكيك وكالة الأمم المتحدة لإغاثة وتشغيل اللاجئين الفلسطينيين في الشرق الأدنى (الأونروا).

## الاستجابة السياسية

### اعتقالات جماعية للفلسطينيين
منذ اندلاع حرب غزة في السابع من أكتوبر/تشرين الأول، نفذت إسرائيل اعتقالات واحتجازات جماعية للفلسطينيين، حيث اعتقلت أو احتجزت الآلاف منهم في إسرائيل والأراضي الفلسطينية المحتلة. وذكرت وسائل الإعلام ومنظمات حقوق الإنسان داخل إسرائيل وخارجها أن آلاف العمال الغزيين في إسرائيل تعرضوا للاعتقال أو الاختفاء في الأسابيع التي أعقبت السابع من أكتوبر/تشرين الأول. بالإضافة إلى ذلك، نفذت إسرائيل اعتقالات جماعية في الضفة الغربية المحتلة، واعتقلت مقاتلين فلسطينيين تم القبض عليهم داخل إسرائيل، واعتقلت مواطنين فلسطينيين في إسرائيل.
وقد أثيرت مخاوف بشأن قانونية وسرية وظروف العديد من حالات الاحتجاز، بما في ذلك سوء المعاملة على نطاق واسع ومزاعم التعذيب. وفي 3 نوفمبر/تشرين الثاني، أفادت التقارير أن إسرائيل رحلت 3،200 عامل فلسطيني إلى قطاع غزة. بالإضافة إلى السجناء الفلسطينيين المحتجزين قبل اندلاع الحرب، لا يزال عدد غير معروف من الأفراد رهن الاحتجاز. تم اعتقال أكثر من 3000 فلسطيني في الضفة الغربية والقدس الشرقية المحتلة منذ 7 أكتوبر/تشرين الأول، وفقًا للأمم المتحدة. انتشرت على نطاق واسع صور الاعتقالات الجماعية التي نفذتها إسرائيل في غزة أثناء الحرب، حيث أظهرت رجالاً ليس لديهم انتماءات تنظيمية معروفة، عراة، مقيدين ومعصوبي الأعين. ووصفت منظمات حقوق الإنسان حملات الاعتقال الجماعي التي تشنها إسرائيل في غزة بأنها "عشوائية وتعسفية".
في فبراير/شباط 2024، اتهمت الأونروا إسرائيل بتعذيب موظفي الأمم المتحدة من أجل انتزاع اعترافات كاذبة بأن بعض موظفي الأونروا كانوا متورطين في هجوم 7 أكتوبر/تشرين الأول على إسرائيل. وجاءت هذه التهمة في ظل تقارير واسعة النطاق عن تعذيب الفلسطينيين في السجون الإسرائيلية بعد السابع من أكتوبر/تشرين الأول.

### التوسعات الاستيطانية
وافقت الحكومة الإسرائيلية على توسعات جديدة في القدس الشرقية المحتلة أثناء الحرب. في 14 ديسمبر، صرح عميحاي تشيكلي، وزير المساواة الاجتماعية، بأن المستوطنات الإسرائيلية في قطاع غزة كانت احتمالاً وارداً "في أجزاء معينة حيث يكون ذلك منطقياً". في 30 ديسمبر، صرح وزير المالية الإسرائيلي بتسلئيل سموتريتش بأن "مستقبل" المستوطنات في غزة سوف يتحدد بعد الحرب. وفي تصريح لاحق، قال سموتريتش إن الإسرائيليين في غزة سوف "يجعلون الصحراء تزدهر". في الرابع من يناير، أعلن وزير الدفاع الإسرائيلي يوآف غالانت أن إسرائيل لن يكون لها "وجود مدني" في غزة بعد الحرب ولكنها ستحتفظ بحركة عسكرية غير مقيدة فيها. في السابع من يناير/كانون الثاني، صرح إيتامار بن جفير بأن المستوطنات الإسرائيلية في غزة هي "أمر الساعة". في الثامن من يناير/كانون الثاني، أفاد موقع ميدل إيست آي أن مجموعة من أعضاء الكنيست اجتمعوا مع ناحالا لمناقشة خطط بناء مستوطنات يهودية مستقبلية في غزة. وافقت إسرائيل على بناء 700 وحدة استيطانية جديدة في القدس الشرقية في 9 يناير.
أعلن وزير السياحة الإسرائيلي حاييم كاتس، بالإضافة إلى أعضاء آخرين من حزب الليكود، عن عقد مؤتمر للمستوطنات الإسرائيلية في غزة ردًا على هجمات 7 أكتوبر. كان من المقرر أن يقام المؤتمر في بنياني هاوما. وقد انعقدت في 28 يناير/كانون الثاني وشارك فيها وزراء الحكومة الإسرائيلية وأعضاء البرلمان. ونُقل عن بن جفير قوله: "في المرحلة الأولى، سنشجع الهجرة – مئات الآلاف من خلال مشروع تجريبي، وسنقوم بنقلهم فقط". في الحادي عشر من فبراير/شباط، أفادت منظمة "عير عميم" الإسرائيلية ‏ أنه تمت الموافقة على بناء 17 مستوطنة تضم نحو 8400 وحدة سكنية في القدس الشرقية منذ بداية الصراع. في 22 فبراير، وافق بتسلئيل سموتريتش على بناء 3344 وحدة سكنية جديدة للمستوطنين في الضفة الغربية. وانتقد جوزيب بوريل هذه الخطوة، حيث صرح بأنها "مثيرة للفتنة وخطيرة". كما أدانت وزارة الخارجية الفرنسية هذا الإعلان، قائلةً: "إن الاستعمار يتعارض مع إنشاء دولة فلسطينية. وإلى جانب كونه عقبة أمام السلام الدائم، فإن هذه السياسة تُغذي أيضًا العنف والتوترات على الأرض". كما أدانت الإمارات العربية المتحدة وألمانيا وقطر والبحرين التوسعة. كما أدانت الدنمارك التوسع أيضًا.
في مارس/آذار 2024، أفادت التقارير أن مبيعات العقارات في الضفة الغربية يتم الترويج لها دوليًا من خلال استضافة أحداث في المعابد اليهودية في الولايات المتحدة وكندا. بعد أن أعلنت الحكومة الإسرائيلية في مارس/آذار 2024 مصادرة 800 هكتار من الأراضي في الضفة الغربية، أعلنت منظمة السلام الآن الإسرائيلية أن هذه كانت أكبر عملية مصادرة للأراضي منذ توقيع اتفاقيات أوسلو عام 1993. وأدانت وزارة الخارجية الفلسطينية عملية المصادرة باعتبارها جزءاً من "سرقة" إسرائيل للوطن الفلسطيني. وأدان البرلمان العربي الاستيلاء على الأراضي. أصدر الاتحاد الأوروبي بيانًا قال فيه: "تماشيًا مع موقفه المشترك القائم منذ فترة طويلة وقرارات مجلس الأمن التابع للأمم المتحدة، فإن الاتحاد الأوروبي لن يعترف بالتغييرات في حدود عام 1967 ما لم يتفق الطرفان على ذلك".
في 31 مارس 2024، أعلن سموتريتش عن توسيع مستوطنة إسرائيلية في وادي العوجا، واصفًا إياها بأنها "رد صهيوني مناسب" على هجوم ضد الإسرائيليين في وادي الأردن. صرح إسحاق فاسرلاوف ‏، المسؤول في مجلس الوزراء الإسرائيلي، قائلاً: "إن النصر الكامل يعني العودة إلى الاستيطان" في قطاع غزة. في مايو 2024، أعلن وزير الدفاع يوآف غالانت أنه سيتم السماح للمستوطنين الذين تم إجلاؤهم من الضفة الغربية في عام 2005 بالعودة.

### الأسرى

#### لقاءات مع العائلات
ووصفت اللقاءات بين الحكومة الإسرائيلية وعائلات الرهائن المحتجزين في غزة بأنها فوضوية ومتوترة. خلال أحد الاجتماعات، انتقد أحد أفراد الأسرة الرهائن لأنهم كانوا تحت "تهديد مستمر من قصف جيش الاحتلال الإسرائيلي". وقال شقيق أحد الأسرى الثلاثة الذين قتلتهم القوات الإسرائيلية في غزة ليوآف جالانت إن شقيقه كان يطارد جالانت في نومه. خلال لقاء مع عائلات الرهائن، ورد أن سارة نتنياهو، زوجة رئيس الوزراء الإسرائيلي، اتهمت العائلات بمساعدة حماس. في مارس 2024، توجهت عائلات الرهائن مباشرة إلى الرئيس الأمريكي بايدن لطلب صفقة الرهائن، معربين عن إحباطهم من "الافتقار إلى التواصل والالتزام المستمر" من جانب مجلس الحرب.

#### المفاوضات
وافقت الحكومة الإسرائيلية على تبادل رهائن مع حماس لإطلاق سراح سجناء فلسطينيين محتجزين في إسرائيل مقابل رهائن محتجزين في غزة.

### المساعدات الإنسانية
وقد ثار الجدل حول إيصال المساعدات الإنسانية إلى غزة في أعقاب الهجوم الذي وقع في السابع من أكتوبر/تشرين الأول. أعلنت إسرائيل في البداية فرض حصار كامل على كل المساعدات المقدمة إلى القطاع، ولكنها سمحت في نهاية المطاف بدخول مساعدات محدودة. بحلول يناير 2024، انتقدت وكالات مثل الأمم المتحدة إسرائيل لعدم السماح بدخول مساعدات كافية، ونتيجة لذلك، تسببت في مجاعة أثرت على ما يقرب من 500 ألف فلسطيني. وردًا على ذلك، صرح مكتب تنسيق أعمال الحكومة في المناطق بأنه لا يوجد جوع في غزة. صرح ضياء رشوان، رئيس هيئة الاستعلامات العامة، بأن "عناد إسرائيل وتعمدها" أدى إلى تأخير تسليم المساعدات الإنسانية.

### الدبلوماسية العامة
عينت قوات الاحتلال الإسرائيلية وحدة المتحدث الرسمي لتكون مسؤولة عن سياسة المعلومات الخاصة بجيش الاحتلال الإسرائيلي والتعامل مع العلاقات الإعلامية أثناء زمن السلم والحرب. لقد عملت كحلقة وصل بين الجيش وأسواق الإعلام المحلية والأجنبية وكذلك عامة الناس وعملت كلاعب رئيسي في الدبلوماسية العامة لإسرائيل. في مارس 2024، أمر إسرائيل كاتس السفارات الإسرائيلية في جميع أنحاء العالم ببدء حملة هاسبارا واسعة النطاق حول العنف الجنسي المزعوم في 7 أكتوبر، بما في ذلك "المقابلات الإعلامية، وتوزيع الرسائل عبر منصات التواصل الاجتماعي، والمشاركة في اجتماعات مع صناع القرار".

## الاستجابة المدنية

### الاحتجاجات

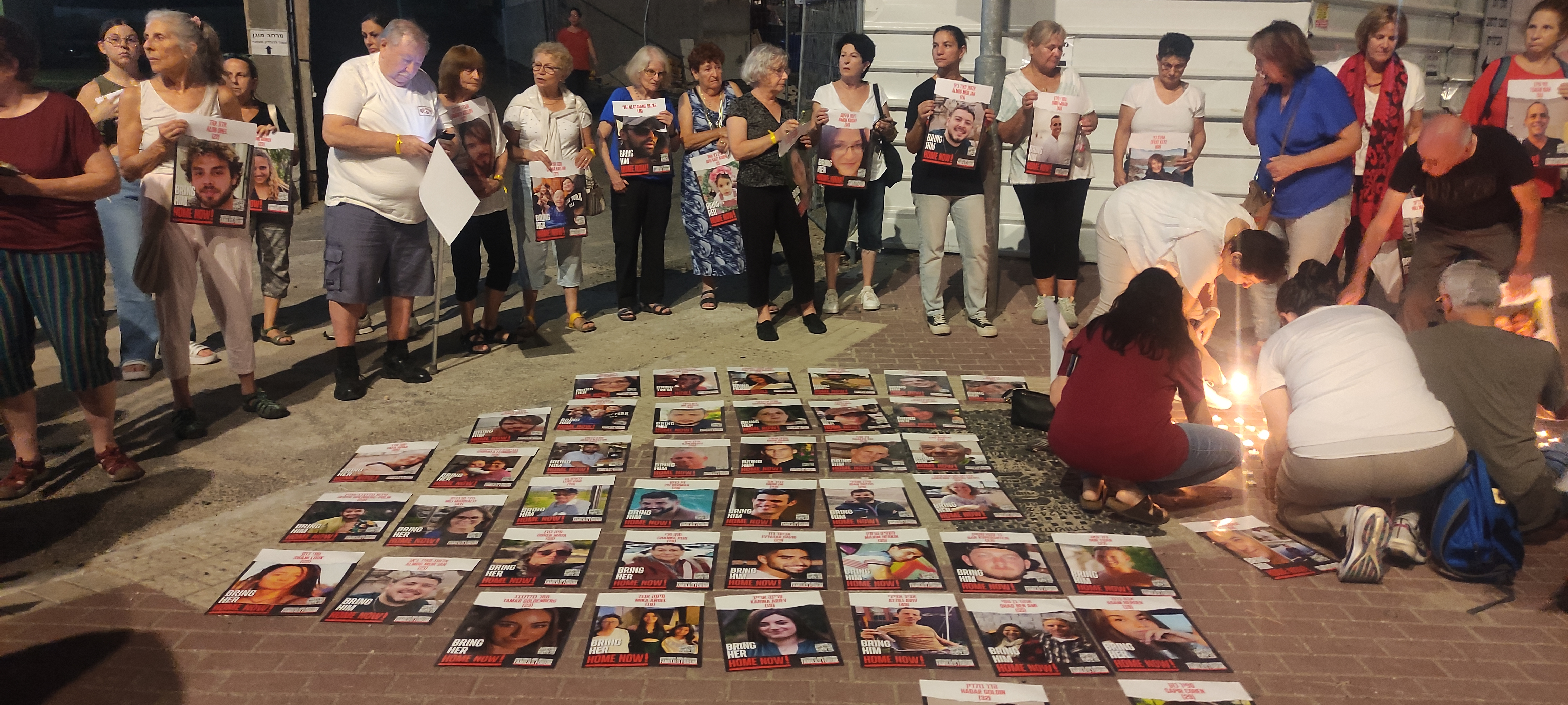
احتجاج «أعيدوهم إلى ديارهم» في جيديرا

وأفاد العرب الإسرائيليون بوجود حملة حكومية على حرية التعبير، حيث تم اعتقال أفراد بسبب منشوراتهم على وسائل التواصل الاجتماعي وإعجاباتهم بها. في 15 أكتوبر/تشرين الأول، اقترح وزير الاتصالات شلومو كرحي لوائح طوارئ تسمح باعتقال الأفراد الذين يضرون "بالمعنويات الوطنية". وفي أعقاب مظاهرة دعم لغزة في حيفا، هدد مفوض الشرطة كوبي شبتاي بإرسال المتظاهرين المناهضين للحرب إلى قطاع غزة في الحافلات.
في الثامن من نوفمبر/تشرين الثاني، سمحت المحكمة العليا الإسرائيلية للشرطة بمنع كافة الاحتجاجات المناهضة للحرب. في 9 نوفمبر/تشرين الثاني، اعتقلت الشرطة الإسرائيلية عضو الكنيست السابق محمد بركة في الناصرة لمحاولته تنظيم احتجاج مناهض للحرب. وفي مقابلة مع مجلة تايم، وصف بركة الحكومة الإسرائيلية بأنها تعمل على إنشاء نظام فاشي. في 18 نوفمبر، نظمت إسرائيل أول احتجاج مناهض للحرب مسموح به في تل أبيب.
في 23 نوفمبر، اقترح وزير الاتصالات شلومو كرحي وقف تمويل صحيفة هآرتس بسبب "دعايتها المهزومة والكاذبة". في 23 نوفمبر، وقبل عملية تبادل الرهائن، صرح وزير الأمن القومي إيتامار بن جفير بأن أي "تعبير عن الفرح" فيما يتعلق بالإفراج عن السجناء الفلسطينيين "يعادل دعم الإرهاب". في 29 نوفمبر، اعتقلت الشرطة ناشطين في احتجاج بالكنيست معارضين للحكومة.

### الرقابة
في الثامن من نوفمبر/تشرين الثاني، جرّمت الكنيست الاستهلاك المنهجي والمطول لمنشورات حماس وداعش التي تتضمن بيانات مدح أو تعاطف أو تشجيع لأعمال الإرهاب، أو توثيق عمل إرهابي. وينص القانون على أن استهلاك المطبوعات بشكل عشوائي أو ببراءة أو لغرض مشروع لا يشكل استهلاكًا محظورًا. انتقدت جماعات الحقوق المدنية مشروع القانون، قائلة إنه "يغزو عالم الأفكار والمعتقدات الشخصية". في 2 ديسمبر، صرح محامٍ في عدالة، وهو مركز قانوني إسرائيلي، بأن إنفاذ القانون يستخدم القانون لمراقبة الأفراد وإسكاتهم، بينما قالت جمعية الحقوق المدنية في إسرائيل ‏ إنه "غير مسبوق في الدول الديمقراطية". صرح عكيفا إلدار، وهو صحفي في صحيفة هآرتس، بأن مشروع القانون "حوّل الصحفيين من تقديم تقارير صادقة ومتوازنة إلى وطنيين إسرائيليين".
في 17 يناير /كانون الثاني، أفاد مركز حملة، المركز العربي لتطوير وسائل التواصل الاجتماعي، أنه منذ 7 أكتوبر/تشرين الأول، اتخذت السلطات الإسرائيلية إجراءات صارمة ضد الفلسطينيين "لمجرد التعبير عن آرائهم أو وجهات نظرهم على منصات مختلفة على الإنترنت، من خلال مجموعة متنوعة من التدابير بما في ذلك الرقابة والمراقبة والاعتقالات".
أعلنت وزارة التعليم في يناير 2024 أنها ستسحب التمويل لحدث سنوي لعيد الشافووت في مجيدو، بسبب استضافة الحدث وهي لوسي أهريش، الزوجة الفلسطينية للنجم اليهودي الإسرائيلي تساحي هاليفي. تحركت الكنيست لطرد عوفر كاسيف بسبب توقيعه على دعمه لدعوى جنوب أفريقيا أمام محكمة العدل الدولية، مما دفع عدالة إلى القول: "إن هذه القضية تمثل امتدادًا مباشرًا للحملة المستمرة منذ ما يقرب من أربعة أشهر على حرية التعبير والتعبير عن المعارضة لدى الفلسطينيين".

### القانون
في 5 فبراير 2024، أقر الكنيست تمديدًا لمدة عام يمنع الفلسطينيين من الحصول على الإقامة الدائمة في إسرائيل من خلال الزواج من إسرائيليين. في 19 مارس 2024، صرح إيتامار بن جفير أنه تمت الموافقة على 100 ألف ترخيص سلاح إسرائيلي جديد منذ 7 أكتوبر.

## الاستجابة الدولية

### الأمم المتحدة
وفي أعقاب هجوم السابع من أكتوبر/تشرين الأول وخلال الصراع الذي تلاه، انتقدت الحكومة الإسرائيلية الأمم المتحدة. وفي مناسبات عديدة، دعا المسؤولون الإسرائيليون إلى استقالة الأمين العام للأمم المتحدة أنطونيو غوتيريش. كما تحركت أيضًا للحد من إصدار تأشيرات السفر لممثلي الأمم المتحدة. اضطرت لين هاستينجز، منسقة الأمم المتحدة للشؤون الإنسانية في الأراضي الفلسطينية المحتلة، إلى مغادرة إسرائيل بعد إلغاء تأشيرتها. انتقدت الأمم المتحدة إسرائيل لقصف منشآتها ومقتل 142 موظفًا من موظفيها، في حين صرحت إسرائيل بأن الأمم المتحدة متحيزة.

#### أونروا
في 4 يناير 2024، ذكرت صحيفة إسرائيل اليوم أن أعضاء الكنيست يسعون إلى وقف التمويل العالمي للأونروا، حيث صرحت عضو الكنيست شارين هاسكل أنهم يسعون إلى "وقف الأموال التي يتم تحويلها من مختلف البلدان إلى هذه المنظمة، وإزالة قناع الأونروا". في السادس من يناير/كانون الثاني، صرحت المسؤولة السابقة بوزارة الخارجية الإسرائيلية نوجا أربيل: "لن يكون من الممكن الفوز في الحرب إذا لم ندمر الأونروا. ويجب أن يبدأ هذا التدمير على الفور". في 26 يناير/كانون الثاني، زعمت إسرائيل أن 12 موظفاً من موظفي الأونروا كانوا متورطين في الهجوم الذي وقع في 7 أكتوبر/تشرين الأول، استناداً إلى "استجوابات مع مسلحين". وقد أدى هذا إلى طردهم على الفور وتوقف الولايات المتحدة عن تقديم كل التمويل للوكالة. وفي اليوم التالي، أوقفت المملكة المتحدة وإيطاليا وفنلندا وأستراليا وألمانيا وكندا تمويلها للأونروا. وردًا على ذلك، صرح وزير الخارجية إسرائيل كاتس بأن إسرائيل "تهدف إلى تعزيز سياسة تضمن عدم كون الأونروا جزءًا من اليوم التالي".

### منظمة الصحة العالمية
اتهمت إسرائيل منظمة الصحة العالمية بالتواطؤ مع حماس، مما دفع الأمين العام لمنظمة الصحة العالمية تيدروس أدهانوم غيبريسوس إلى التصريح بأن "مثل هذه الادعاءات الكاذبة ضارة ويمكن أن تعرض موظفينا الذين يخاطرون بحياتهم لخدمة الضعفاء للخطر".

### الحركة الدولية للصليب الأحمر والهلال الأحمر
اتهم السفير الإسرائيلي لدى الأمم المتحدة جلعاد أردان الصليب الأحمر بالتواطؤ مع حماس، قائلاً: "إن حماس ترتكب جرائم حرب شنيعة وبغيضة، والصليب الأحمر يغطي عليها". 

## تصريحات المسؤولين
وقد أثارت تصريحات المسؤولين الحكوميين الإسرائيليين تدقيقًا دوليًا، بما في ذلك العديد من التصريحات التي وصفت بأنها إبادة جماعية. في التاسع من أكتوبر، أشار وزير الدفاع الإسرائيلي يوآف غالانت إلى مسلحي حماس في قطاع غزة باعتبارهم "حيوانات بشرية"، مما أثار الجدل. في 17 ديسمبر، صرح رئيس المجلس الإقليمي للميطلة بأن غزة يجب أن تُترك "مهجورة ومدمرة" وتُحول إلى متحف، مما دفع متحف أوشفيتز بيركيناو الحكومي ‏ إلى إدانته.

### أعضاء الكنيست
تصدرت تصريحات عدد من أعضاء الكنيست عناوين الصحف. أثارت عضو الكنيست ميراف بن آري جدلاً واسعاً عندما صرحت قائلةً: "أطفال غزة هم من جلبوا ما حدث لأنفسهم". وفي منشور على موقع إكس، دعت عضو الكنيست جاليت ديستل أتباريان ‏ إلى محو غزة "من على وجه الأرض"، وأن "وحوش غزة ستطير إلى السياج الجنوبي وتحاول دخول الأراضي المصرية، وإلا سيموتون". ودعا عضو الكنيست أرييل كالنر ‏ إلى نكبة، حيث كتب على وسائل التواصل الاجتماعي: "الآن، هدف واحد: النكبة! نكبة ستطغى على نكبة 48". ودعا نيسيم فاتوري ‏، نائب رئيس الكنيست، الجيش إلى "حرق غزة الآن". في 27 ديسمبر، صرح عضو الكنيست أفيجدور ليبرمان بأن إسرائيل يجب أن تهدم الحدود بين غزة ومصر، قائلاً: "بمجرد عدم وجود أي عائق هناك، أقدر أن مليون ونصف المليون من سكان غزة سيغادرون إلى سيناء ولن نزعج أحدًا". وفي مقابلة مع محطة إذاعة كول باراما في 10 يناير، صرح نسيم فاتوري، "يجب حرق غزة وشعبها".
في 14 يناير/كانون الثاني، تصدر عضو الكنيست تسفي سوكوت ‏ عناوين الصحف عندما صرح قائلاً: "على الأقل في شمال قطاع غزة يتعين علينا أولاً أن نغزو ونضم وندمر كل المنازل ونبني الأحياء". وبعد أسبوع، في الحادي والعشرين من يناير/كانون الثاني، أعلن عيد العرش أنه "من الضروري احتلال وضم جزء على الأقل من شمال قطاع غزة وإقامة مستوطنات إسرائيلية هناك". وفي الثاني والعشرين من فبراير/شباط، صرحت ماي جولان بأنها "فخورة شخصيًا بأطلال غزة".
ودعا بعض السياسيين التقدميين، مثل جلعاد كاريف ‏، إلى إنشاء دولة فلسطينية ذات سيادة.

### رئيس الوزراء
كما تصدر رئيس الوزراء بنيامين نتنياهو عناوين الصحف بسبب تصريحاته خلال الحرب. ومن الجدير بالذكر أن نتنياهو صرح بأن الحرب كانت "صراعًا بين أبناء النور وأبناء الظلام، بين الإنسانية وقانون الغاب". كما وصف نتنياهو الصراع بأنه "حرب الاستقلال الثانية لإسرائيل". وتعرض نتنياهو لانتقادات بسبب دعوته إلى الإبادة الجماعية عندما قارن الفلسطينيين بأماليق، قائلاً: "اقتلوا الرجل والمرأة والطفل والرضّع". كما أثار الجدل عندما قال: "أنا الوحيد الذي سيمنع قيام دولة فلسطينية" بعد الحرب. في ديسمبر 2023، قال نتنياهو إن إسرائيل يجب أن تدعم "الهجرة الطوعية" للفلسطينيين من غزة.

### مسؤولي مجلس الوزراء
أثار أعضاء مجلس الوزراء وغيرهم من كبار المسؤولين الحكوميين جدلاً واسعاً بسبب تصريحاتهم رداً على هجوم 7 أكتوبر وخلال الحرب. تصدر إيلي كوهين، وزير الخارجية، عناوين الصحف لتصريحه بأنه بعد الحرب، "ستتقلص مساحة غزة أيضًا". تسبب وزير الزراعة، آفي ديختر، في جدل بتصريحه، "نحن ننشر النكبة 2023". تصدر وزير التراث عميحاي إلياهو عناوين الصحف لتصريحه، "يمكنهم الذهاب إلى أيرلندا أو الصحاري، يجب على الوحوش في غزة إيجاد حل بأنفسهم". أدلى جلعاد أردان، سفير إسرائيل لدى الأمم المتحدة، بعدة تصريحات بارزة، بما في ذلك، "إسرائيل ليست في حالة حرب مع البشر، نحن في حالة حرب مع الوحوش".
وتعرض الرئيس الإسرائيلي إسحاق هرتسوغ لانتقادات بسبب اعترافه بالعقاب الجماعي عندما صرح قائلاً: "إنها أمة بأكملها مسؤولة عن ذلك". وتعرض وزير الطاقة إسرائيل كاتس لانتقادات مماثلة عندما صرح بأن شعب غزة "لن يحصل على قطرة ماء أو بطارية واحدة حتى يغادروا العالم". اقترح وزير الاتصالات شلومو كارهي أن يعود الجنود إلى إسرائيل "فقط بعد أن يقطعوا" القلفة من الرجال الفلسطينيين. تصدر وزير الدفاع الإسرائيلي إيتامار بن جفير عناوين الصحف عندما صرح قائلاً: "ما نحتاجه هنا هو احتلال". وفي مقابلة مع إذاعة الجيش الإسرائيلي، وصف وزير المالية بيزاليل سموتريتش غزة بأنها "غيتو" يجب إعادة توطين سكانه.
في تعليقات أدلى بها لصحيفة معاريف، قال بتسلئيل سموتريتش: "إن الدفع نحو إقامة دولة فلسطينية هو دفع نحو المذبحة التالية". في مايو 2024، دعا بن جفير إلى "إنهاء المشكلة" و"العودة إلى غزة الآن!".

### الدبلوماسيون
أثارت سفيرة إسرائيل لدى المملكة المتحدة، تسيبي حوتوفيلي، إدانة من النائب البريطاني أفزال خان ‏، بعد أن ردت قائلة "هل لديك حل آخر؟" على سؤال أحد المحاورين عما إذا كانت تدعو إلى تدمير غزة بالكامل.

### مسؤولون سابقون
ولفت العديد من المسؤولين العسكريين والحكوميين السابقين الانتباه بسبب تصريحاتهم المتعلقة بالهجوم والحرب التي تلته. صرح الجنرال السابق جيورا إيلاند قائلاً: "إن خلق أزمة إنسانية حادة وسيلة ضرورية لتحقيق الهدف. ستصبح غزة مكانًا لا يمكن لأي إنسان أن يعيش فيه". وصرح دان جيلرمان ‏، السفير الإسرائيلي السابق لدى الأمم المتحدة، قائلاً: "أشعر بالحيرة الشديدة إزاء القلق الدائم الذي يبديه العالم تجاه الشعب الفلسطيني، والذي يبديه بالفعل تجاه هؤلاء الحيوانات اللاإنسانية المروعة الذين ارتكبوا أسوأ الفظائع التي شهدها هذا القرن".
في مقابلة مع صحيفة "جويش نيوز سينديكيت"، صرّح اللواء الإسرائيلي المتقاعد إسحاق بريك: "جميع صواريخنا، وذخيرتنا، وقنابلنا الموجهة بدقة، وجميع طائراتنا وقنابلنا، كلها من الولايات المتحدة. في اللحظة التي يوقفون فيها الصنبور، لن نتمكن من مواصلة القتال. لن نملك أي قدرة على ذلك".
وكتب مايكل أورين، السفير الإسرائيلي السابق لدى الولايات المتحدة، والعضو السابق في الكنيست، ونائب الوزير السابق في مكتب رئيس الوزراء: "لقد ارتكبت حماس والجهاد الإسلامي الفلسطيني خطأً خطيراً في الحسابات". صرح أفيف كوخافي بأن هناك حاجة إلى تحقيق كامل لتحديد كيفية اختراق المسلحين للجدران الإسرائيلية المحيطة بغزة. واقترح وزير الدفاع الإسرائيلي السابق أفيجدور ليبرمان أن تُمنح الضفة الغربية للأردن، وقطاع غزة لمصر.

## وسائل التواصل الاجتماعي
كانت حسابات الحكومة الإسرائيلية الرسمية والجيش على وسائل التواصل الاجتماعي نشطة للغاية أثناء الحرب. قامت وزارة الخارجية بتمويل حملة علاقات عامة مؤيدة للحرب عبر الإنترنت. في 12 ديسمبر/كانون الأول، توصل تحقيق أجرته صحيفة هآرتس الإسرائيلية إلى أن الجيش الإسرائيلي كان يدير قناة على تطبيق تيليجرام تسمى "72 عذراء – غير خاضعة للرقابة". واعترف جيش الاحتلال الإسرائيلي بإدارة قناة التليجرام. وتضمنت المنشورات على قناة جيش الاحتلال الإسرائيلي تصريحات حول "إبادة الصراصير" في غزة وسماع "صوت عظامهم". في يناير 2024، ورد أن الحكومة الإسرائيلية اشترت نظامًا تكنولوجيًا لإجراء حملات تأثير واسعة النطاق عبر الإنترنت.

## ردود الفعل
وأثار رد إسرائيل على هجوم السابع من أكتوبر/تشرين الأول ردود فعل دولية. في يناير/كانون الثاني 2024، انتقدت وزارة الخارجية الألمانية كبار المسؤولين في الحكومة الإسرائيلية لدورهم في مؤتمر يدعو إلى توطين سكان غزة، حيث صرحت: "نحن ندين بأشد العبارات الممكنة مشاركة أجزاء من الحكومة الإسرائيلية في مؤتمر إعادة التوطين هذا ونرفض بوضوح التصريحات الصادرة هناك".